# Бельведер

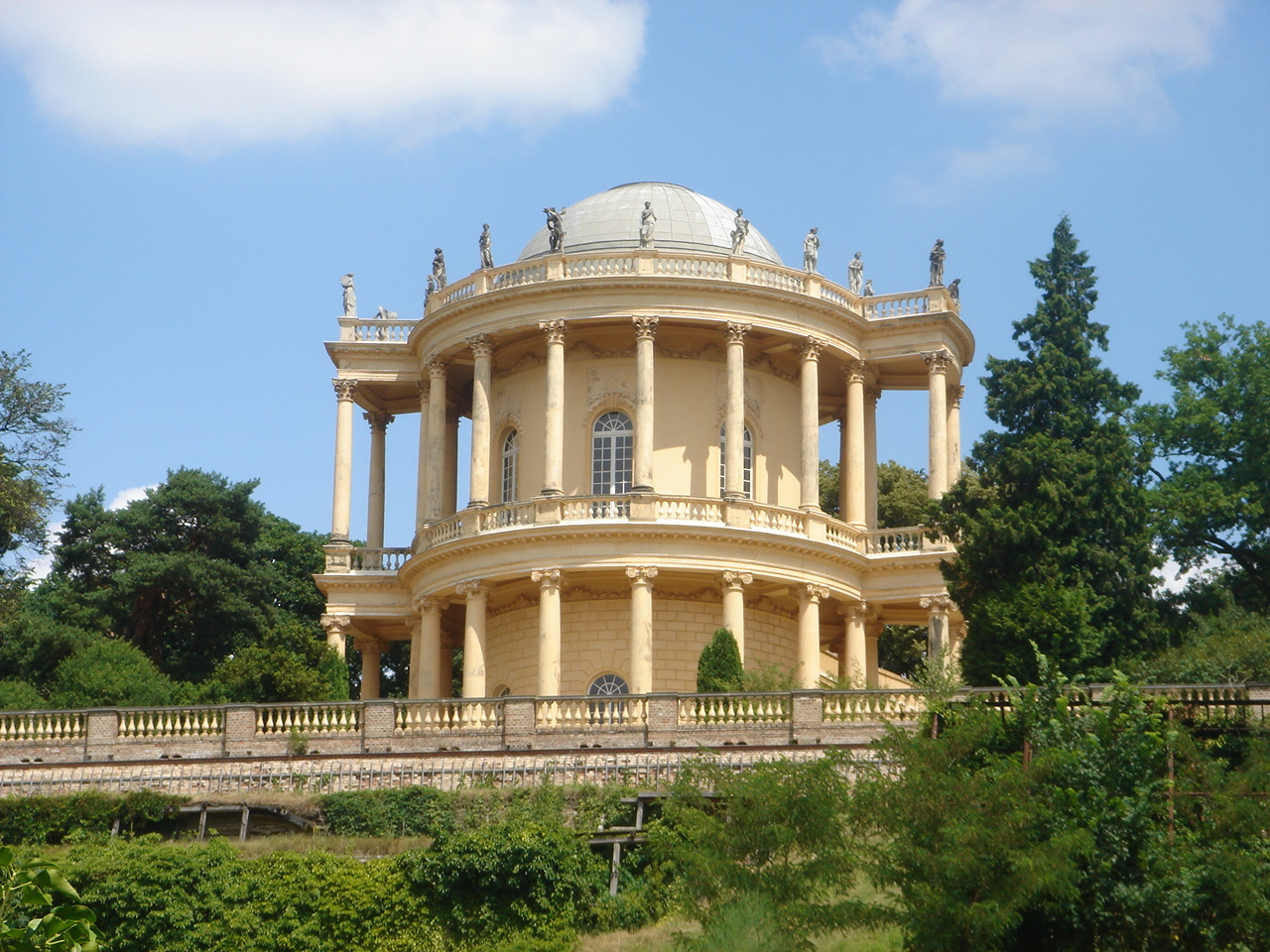
Бельведер у парку Сан-Сусі, Потсдам.

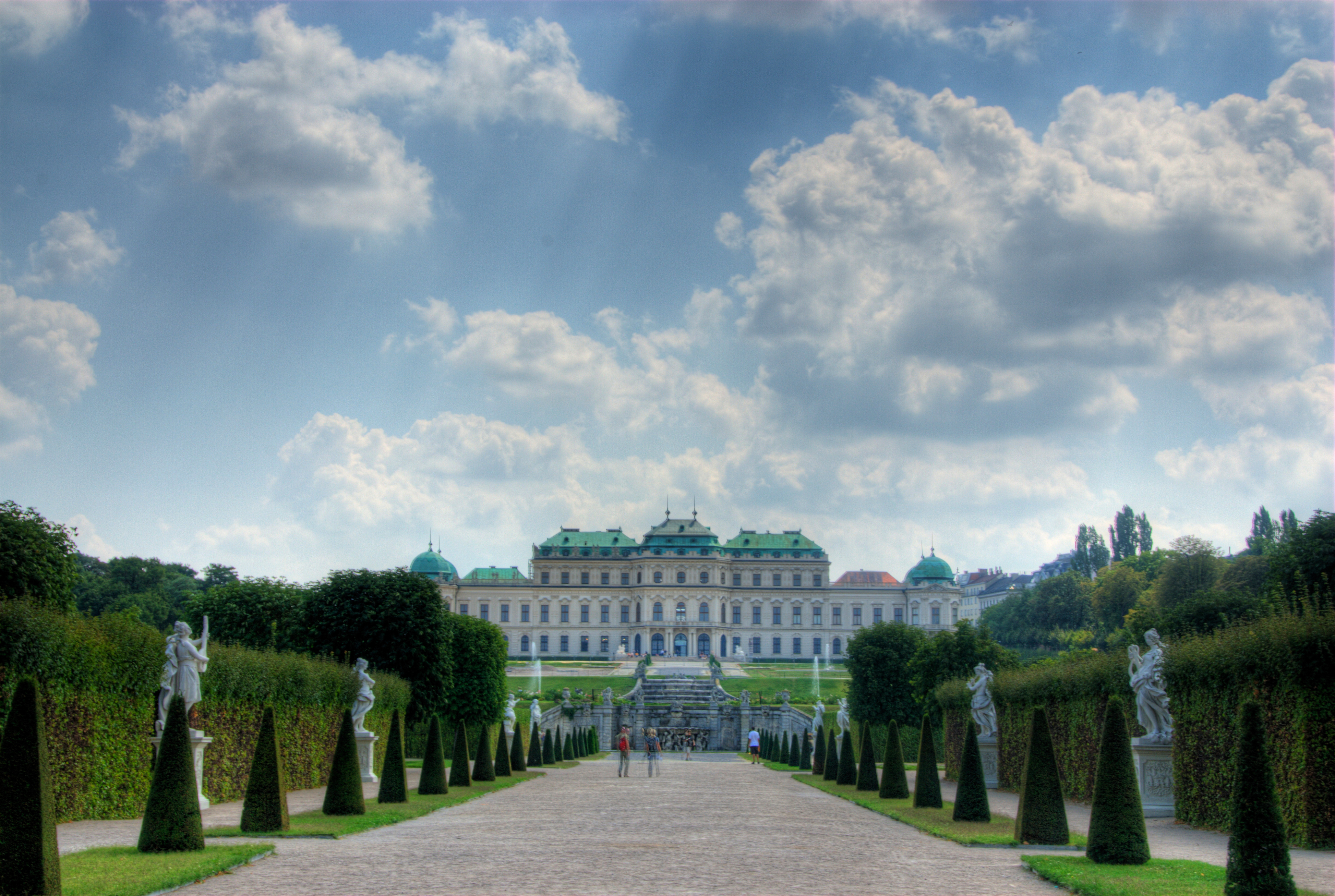
Віденський бельведер, садовий фасад.

Бельведе́р (італ. belvedere, дос. «прекрасний вид») — окрема паркова споруда (альтанка) або впорядкований майданчик, розташований на підвищеній частині рельєфу, звідки відкриваються мальовничі краєвиди. Бельведер може бути частиною будинку, наприклад баштою з широкими заскленими або відкритими отворами.
Бельведер також назва деяких палацових споруд (наприклад Віденський Бельведер), збудованих на високому місці, звідки можна оглядати краєвиди околиць.